# ذخیره‌گاه طبیعی کوزنتسک آلاتائو
ذخیره‌گاه طبیعی کوزنتسک آلاتائو (انگلیسی: Kuznetsk Alatau Nature Reserve) یک پارک و ذخیره‌گاه طبیعی در استان کمروو کشور روسیه است.